# Avenue Jules-Ferry (Toulouse)
Pour les articles homonymes, voir Avenue Jules-Ferry.
L'avenue Jules-Ferry est une voie de Toulouse, chef-lieu de la région Occitanie, dans le Midi de la France.

## Situation et accès

### Description
L'avenue Jules-Ferry est une voie publique. Elle se trouve dans le quartier de Barrière-de-Paris.
Elle naît perpendiculairement à l'avenue des États-Unis. Longue de 152 mètres, rectiligne et large de 10 mètres, elle est orientée au nord-est. Elle se termine au carrefour de l'avenue de Fronton, au-delà de laquelle elle est prolongée par la rue Paul-Verlaine.
La chaussée compte une seule voie de circulation automobile en sens unique. Elle appartient à une zone 30 et la vitesse y est limitée à 30 km/h. Il n'existe ni bande, ni piste cyclable, quoiqu'elle soit à double-sens cyclable.

### Voies rencontrées
L'avenue Jules-Ferry rencontre les voies suivantes, dans l'ordre des numéros croissants :
1. Avenue des États-Unis
2. Avenue de Fronton

## Odonymie

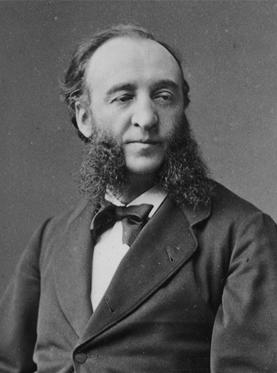
Portrait de Jules Ferry.

La rue est, lorsqu'elle est tracée en 1930, pour desservir les nouvelles écoles primaires du quartier de la Salade, naturellement désignée comme la rue des Écoles – école maternelle (actuel no 8), école de garçons (actuel no 96 avenue des États-Unis) et école de filles (actuel no 109 avenue de Fronton).
En 1936, la municipalité socialiste dirigée par Antoine Ellen-Prévot décida d'attribuer à la rue le nom de Jules Ferry (1932-1893). Républicain, opposant au Second Empire, il est plusieurs fois ministre de l'Instruction publique et des Beaux-Arts entre 1879 et 1883 : il est ainsi l'auteur des lois qui instaurent l'instruction obligatoire, gratuite et laïque. Il est également président du Conseil de 1880 à 1881 et de 1883 à 1885. Montrant un fort engagement pour l'expansion coloniale française, en particulier dans la péninsule indochinoise, il doit quitter la tête du gouvernement en 1885 à la suite de l'affaire du Tonkin. Il est considéré après sa mort comme l’un des pères fondateurs de l'identité républicaine.

## Patrimoine et lieux d'intérêt

### Écoles maternelle et élémentaire Jules-Ferry
La construction du groupe scolaire est consécutive à l'accroissement de la population dans le quartier de la Salade : la vieille école Jules-Ferry, ouverte en 1909 pour les filles, et l'école des Minimes pour les garçons sont devenues insuffisantes. Le projet, approuvé par le conseil municipal en 1931, est confié à l'architecte de la ville, Jean Montariol, et les travaux sont commencés en avril 1933. Les bâtiments s'organisent entre l'avenue des États-Unis (actuel no 96) où s'ouvre l'école de garçons, l'avenue Jules-Ferry (actuel no 8) où se trouve l'école maternelle, et l'avenue de Fronton (actuel no 109) où s'élèvent les bâtiments de l'école de filles. Le groupe scolaire est finalement inauguré en mai 1935 par Jules Julien, adjoint au maire,.